# Syntomodrillia carolinae
Syntomodrillia carolinae é uma espécie de gastrópode do gênero Syntomodrillia , pertencente a família Drilliidae.